# Haus George Sand

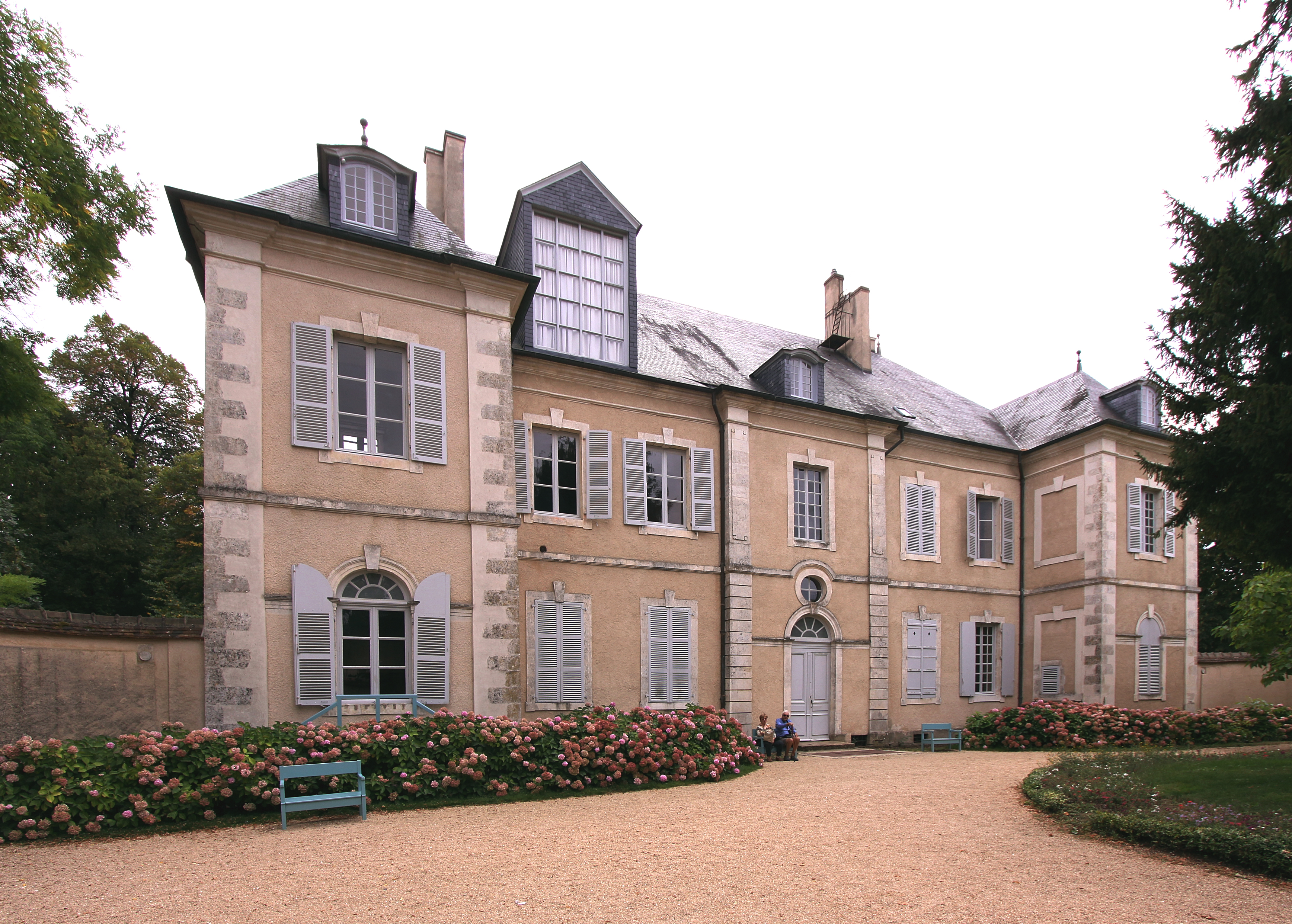
Haus George Sand

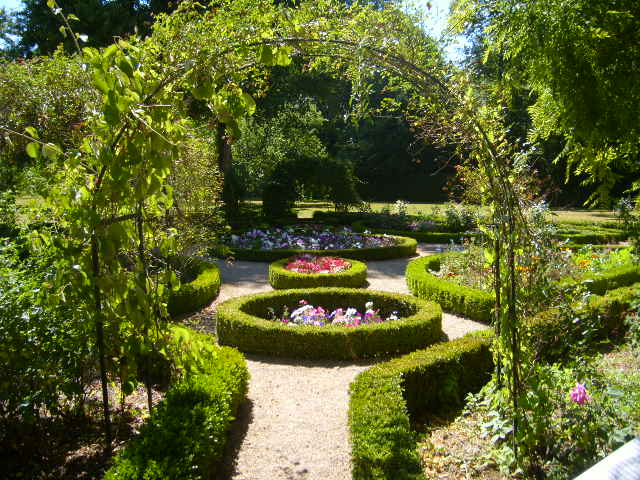
Teil des Gartens

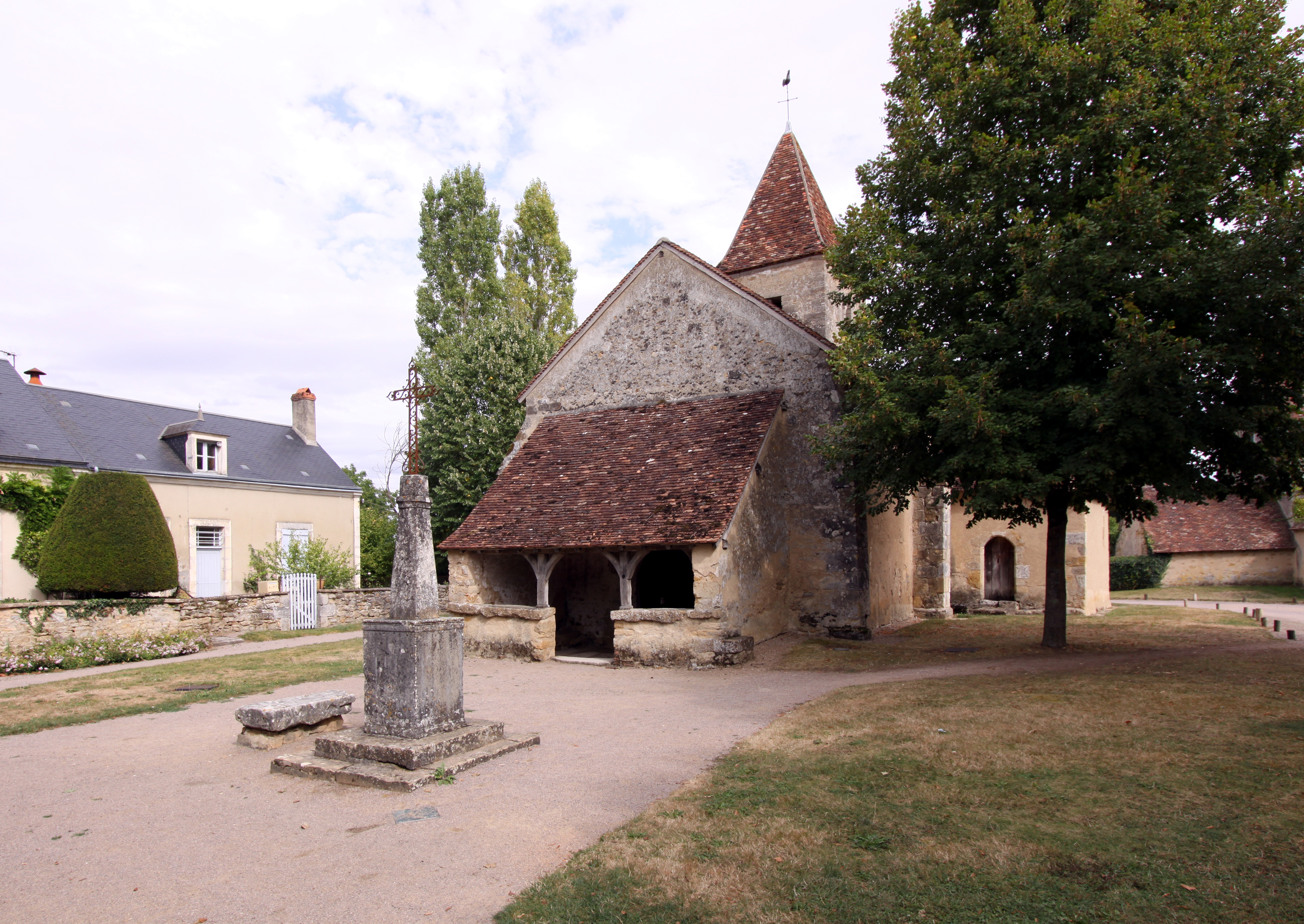
Dorfplatz mit kleiner Kirche vor dem Anwesen

Das Haus George Sand (französisch Maison de George Sand) ist ein Anwesen in Nohant-Vic, Frankreich. Es wurde im 18. Jahrhundert für den Gouverneur von Vierzon auf den Überresten eines mittelalterlichen Herrenhauses erbaut. Im Jahr 1793 erwarb die Großmutter der Schriftstellerin George Sand (1804–1876), Madame Dupin de Francueil, das Anwesen. Sand verbrachte hier ihre Kindheit und Jugend und schrieb in Nohant einen Großteil ihres Werkes. 1953 vermachte ihre Enkelin Aurore Sand dem Staat den Landsitz, der heute der nationalen Denkmalsverwaltung untersteht.

## Ländliches Schlossleben
Das im regional verbreiteten Stil errichtete, am Rande des Dorfplatzes gelegene Gebäude weist nach den Worten der Schriftstellerin „keinen größeren Pomp auf als jedes andere dörfliche Wohnhaus“. Die Einrichtung des Hauses zielte darauf ab, eine Atmosphäre des gemeinschaftlichen und freien Zusammenlebens zu schaffen. George Sands Freunde, die sich auf die Reise nach Nohant begaben, sollten angeregt und der Austausch untereinander gefördert werden. Zu den Schriftstellern und Künstlern, die sie um sich sammelte und die zeitweise in Nohant wohnten, gehörten Balzac, Delacroix, Liszt, Chopin und Flaubert.
Für Delacroix hatte George Sand im Gesindetrakt auf dem Hängeboden eigens ein Atelier einrichten lassen. Der Maler schreibt:

„Das Haus ist sehr angenehm und die Gastgeber überbieten sich mir gegenüber in Liebenswürdigkeiten. Wenn man nicht gemeinsam zu Mittag oder zu Abend isst, Billard spielt oder spazierengeht, bleibt man in seinem Zimmer, liest oder macht sich’s auf dem Kanapee bequem. Ab und zu trägt der Wind durch das zum Garten hin offene Fenster Klänge vom Spiel Chopins herein, dazu den Gesang der Nachtigallen und den Duft der Rosen.“

## Interieur
Die heutige Einrichtung des Hauses entspricht der zu George Sands Zeiten. Die Spuren der familiären und gesellschaftlichen Aktivitäten sind nicht zu übersehen. Dazu gehören das von George Sands Sohn, Maurice, in Pastelltönen ausgestaltete Vestibül und ebenso der mit dem von George Sand bevorzugten Porzellan der Manufaktur Creil-Montereau eingedeckte Tisch im Esszimmer, beleuchtet von einem prunkvollen Lüster aus venezianischem Glas.
Im Salon, an dessen Wänden Porträts der Vorfahren und Nachkommen George Sands hängen, wurde abends gespielt oder es wurden Marionettenstücke aufgeführt. Die Puppenbühne wurde in der ersten Zeit mit einfachen Mitteln improvisiert. Später richtete George Sand im Erdgeschoss einen Theaterraum ein und ließ dort ihre Theaterstücke probeweise aufführen, ehe sie in Paris gespielt wurden. Dabei handelte es sich hauptsächlich um Marionettentheater; häufig traten jedoch auch Schauspieler und auch die Gäste selbst auf.
Zu sehen ist auch das Schreibkabinett, in dem George Sand ihre ersten Romane schrieb, sowie das sogenannte blaue Gemach, eingerichtet im Louis-seize-Stil, in dem sie am 8. Juni 1876 verschied.
Das größte Zimmer im Haus ist das 1998 restaurierte, im Art-déco-Stil eingerichtete Gemach Aurora Lauth-Sands. Hier lebte die Enkelin George Sands bis zu ihrem Tode im Jahre 1961.

## Garten
Auf dem sechs Hektar großen Gelände des Anwesens befinden sich ein anmutiger Französischer Garten mit blumengefülltem Buchsparterre, ein Rosengarten, ein Waldstück, ein Obstgarten sowie ein Parkteil mit Teich. Zwei große Zedern erinnern an George Sands Kinder, jeweils eine bei der Geburt von Maurice und Solange gepflanzt.

## Heutige Nutzung des Anwesens
Der Schafstall wurde zum Konzertsaal umgebaut. Jedes Jahr finden hier das „Festival der Romantik“ und die internationalen Chopin-Tage statt. Außerdem gibt es ein jährliches Freiluft-Filmfestival, das filmischen Adaptationen großer Romane gewidmet ist. Das Empfangsgebäude im Ehrenhof beherbergt im Dachgeschoss den „literarischen Speicher“, ein Platz für Lesungen, Schreibwerkstätten und Treffen mit Autoren.